# Layston
Layston var en civil parish fram till 1937 när den uppgick i civil parishes Buntingford, Hormead och Wyddial, i grevskapet Hertfordshire i England. Civil parish var belägen 1 km från Buntingford och hade 724 invånare år 1931.